# Preston Haire
Preston Haire (* 27. April 1998 in Roanoke, Texas) ist ein US-amerikanischer American-Football-Spieler auf der Position des Quarterbacks.

## Werdegang
Byron Nelson High School Bobcats
Haire besuchte zunächst die Medlin Middle School, an der er für die Mustangs auflief. Anschließend ging er auf die Byron Nelson High School im texanischen Trophy Club. Dort war er drei Jahre lang Stammspieler und brach dabei einige Schulrekorde. Mit den Bobcats erreichte er 2013 und 2015 das District-Finale. Nach seinem Senior-Jahr wurde er in das All-District Team gewählt sowie teamintern als wertvollster Spieler der Offensive ausgezeichnet.
Oklahoma Baptist University Bison
2016 wurde Haire von der Oklahoma Baptist University rekrutiert. Nachdem er die erste Saison als Redshirt ausgesessen hatte, fungierte er in den folgenden Jahren als Starter der Bison und verpasste keines der 45 Spiele. Haire führte das Team 2021 zum ersten Bowl-Sieg der Schulgeschichte, als Bison im Heritage Bowl die University of Texas-Permian Basin schlug. Für seine Leistungen wurde er zweimal (2019, 2021) zum Offensivspieler des Jahres der Great American Conference ernannt, war 2021 Don Hansen DII All-American und wurde in zwei aufeinanderfolgenden Saisons (2019, 2021) in das zweite Team der D2CCA All-Super Region 3 gewählt. Er wurde dreimal in die All-Conference-Auswahl nominiert: 2018 als ehrenvolle Erwähnung, 2019 und 2020 erfolgten Berufungen in das erste Team. Haire schloss das College mit mehreren Schulrekorden ab. So stellten seine insgesamt 13.335 offensiven Yards, 11.811 Passing Yards, 114 Passing Touchdowns, 1.059 Passkomplettierungen und 132 verantworteten Touchdowns neue Maßstäbe an der Oklahoma Baptist auf.
Hamburg Sea Devils
Bei einem Pro Day lief Haire 2022 einen 4.71 s 40-Yard-Dash und verzeichnete zudem einen 37 inch (ca. 94 cm) Standhochsprung und einen 9’07″ (ca. 296 cm) Standweitsprung. Anfang Mai erhielt er eine Einladung zu einem Minicamp der New Orleans Saints. Für die Saison 2023 unterschrieb Haire einen Vertrag bei den Hamburg Sea Devils in der European League of Football (ELF). Haire hatte zuvor proaktiv den Offensive Coordinator der Sea Devils, Brett Morgan, kontaktiert.
Nachdem sich Haire am 7. Spieltag eine Schulterverletzung zuzog, wurde er zunächst auf die Injured Reserve List gesetzt und anschließend als Spieler entlassen, da eine Rückkehr in der laufenden Saison unmöglich schien. Haire wurde stattdessen von den Sea Devils als Assistenztrainer in der Offense eingestellt.

## Statistiken
| Jahr                    | Team             | Spiele | Starts | Passspiel | Passspiel | Passspiel | Passspiel | Passspiel | Passspiel | Passspiel | Passspiel | Laufspiel | Laufspiel | Laufspiel | Laufspiel |
| Jahr                    | Team             | Spiele | Starts | Cmp       | Att       | Qte       | Yds       | Avg       | TD        | Int       | Eff       | Att       | Yds       | Avg       | TD        |
| ----------------------- | ---------------- | ------ | ------ | --------- | --------- | --------- | --------- | --------- | --------- | --------- | --------- | --------- | --------- | --------- | --------- |
| NCAA Division II        |                  |        |        |           |           |           |           |           |           |           |           |           |           |           |           |
| 2017                    | Oklahoma Baptist | 11     | 11     | 0185      | 0327      | 56,6 %    | 02.380    | 12,9      | 019       | 13        | 128.9     | 056       | 0178      | 3,2       | 04        |
| 2018                    | Oklahoma Baptist | 11     | 11     | 0304      | 0501      | 60,7 %    | 03.034    | 10,0      | 028       | 22        | 121.1     | 065       | 0343      | 5,3       | 04        |
| 2019                    | Oklahoma Baptist | 11     | 11     | 0255      | 0402      | 63,4 %    | 03.041    | 12,0      | 026       | 08        | 144.3     | 079       | 0542      | 6,9       | 07        |
| 2021                    | Oklahoma Baptist | 12     | 12     | 0315      | 0476      | 66,2 %    | 03.366    | 10,7      | 041       | 09        | 150.2     | 090       | 0461      | 5,1       | 03        |
| NCAA D-II Gesamt        | NCAA D-II Gesamt | 45     | 45     | 1059      | 1706      | 62,1 %    | 11.821    | 11,2      | 114       | 52        | 136.2     | 290       | 1524      | 5,3       | 18        |
| Quellen: stats.ncaa.org |                  |        |        |           |           |           |           |           |           |           |           |           |           |           |           |

| Jahr                            | Team               | Spiele | Starts | Passspiel | Passspiel | Passspiel | Passspiel | Passspiel | Passspiel | Passspiel | Passspiel | Laufspiel | Laufspiel | Laufspiel | Laufspiel |
| Jahr                            | Team               | Spiele | Starts | Cmp       | Att       | Qte       | Yds       | Avg       | TD        | Int       | Rtg       | Att       | Yds       | Avg       | TD        |
| ------------------------------- | ------------------ | ------ | ------ | --------- | --------- | --------- | --------- | --------- | --------- | --------- | --------- | --------- | --------- | --------- | --------- |
| European League of Football     |                    |        |        |           |           |           |           |           |           |           |           |           |           |           |           |
| 2023                            | Hamburg Sea Devils | 8      | 7      | 135       | 220       | 61,4 %    | 1.619     | 12,0      | 12        | 6         | 90,7      | 58        | 349       | 6,0       | 5         |
| ELF Gesamt                      | ELF Gesamt         | 8      | 7      | 135       | 220       | 61,4 %    | 1.619     | 12,0      | 12        | 6         | 90,7      | 58        | 349       | 6,0       | 5         |
| Quellen: sportsmetrics.football |                    |        |        |           |           |           |           |           |           |           |           |           |           |           |           |

## Privates
Haire hat einen Bruder. Sein Vater Jimi stand 2020 im Trainerstab des Football-Teams der Byron Nelson High School. Haire ist seit 2017 verheiratet und Vater mehrerer Kinder. Für seine akademischen Leistungen wurde Haire sowohl an der High School als auch im College mehrfach ausgezeichnet.